# Kelly Van den Steen
Kelly Van den Steen (Wetteren, 1 september 1995) is een Belgische voormalige wielrenster. Ze reed van 2014 tot 2017 bij Sport Vlaanderen-Guill D'or, in 2018 en 2019 voor Lotto Soudal Ladies en vanaf 2020 bij Chevalmeire, dat in 2022 verder ging als fusieploeg Bingoal-Chevalmeire-Van Eyck Sport.
In 2013 werd Van den Steen Belgisch kampioene tijdrijden bij de junioren, waarna ze tekende bij Topsport Vlaanderen-Pro-Duo. In 2017 kwam ze uit voor België tijdens het wereldkampioenschap in Bergen, waarna ze de overstap maakte naar Lotto Soudal Ladies. In 2018 werd ze Belgisch kampioene ploegentijdrijden en won ze het bergklassement van de Lotto Belgium Tour 2018.
Van den Steen trouwde op 14 augustus 2021 met veldrijder Michael Vanthourenhout. Op 29 april 2022 beviel zij van hun eerste kind, een zoon.

## Palmares
2013
- Belgisch kampioene tijdrijden, junioren

2018
- Belgisch kampioene ploegentijdrijden (met Lotte Kopecky, Isabelle Beckers, Julie Van de Velde, Annelies Dom en Valerie Demey)
- Bergklassement Lotto Belgium Tour